# Angolország történelme
Az Angolország történelme a legrégibb időktől az újkorig című négy kötetes mű dr. Lázár Gyula munkája, 1892–1893 folyamán jelent meg Temesvárott Szabó Ferenc német-eleméri plébános kiadásában.

## Jellemzői
A Századok folyóirat 1893-as évfolyamában megjelent, az első három kötet kiadása után íródott könyvismertetés megállapítja, hogy bár Anglia története iránt jelentős a magyarországi érdeklődés, különösen tekintettel a két ország történelme közötti párhuzamokra, így a Magna Charta és az Aranybulla jelentőségére, addig nem jelent meg magyar nyelvű összefoglaló munka Anglia történetéről.
Ezt a hiányt kívánta betölteni Lázár Gyula Angolország történelméről szóló nagy munkájával. A cikkíró megállapítja, hogy a mű a korszerű történettudomány színvonalán áll. Nem önálló forrástanulmányok alapján készült, hanem az angol történetírók eredményeit felhasználó kézikönyv jellegű összefoglaló. Az első két kötet a kritikus szerint kissé már elavult angol szerzők munkáin alapul, de egészében véve, kisebb hibái ellenére, „alkalmas arra, hogy az egyetemes történelem iránt érdeklődő magyar közönség élvezetes és hasznos olvasmánya legyen”.
E kritika után jelent csak meg a munka negyedik, utolsó kötete 1893-ban. Az első kötet az ősidőktől 1327-ig, a második 1547-ig, a harmadik 1688-ig, a negyedik 1783-ig tárgyalja a témát. A mű a Történeti, Nép- és Földrajzi Könyvtár 42–45. köteteiként jelent meg. A kötetek oldalszámai: 488; 588; 608; 632. Illusztrációkat nem tartalmaz.

## Képek

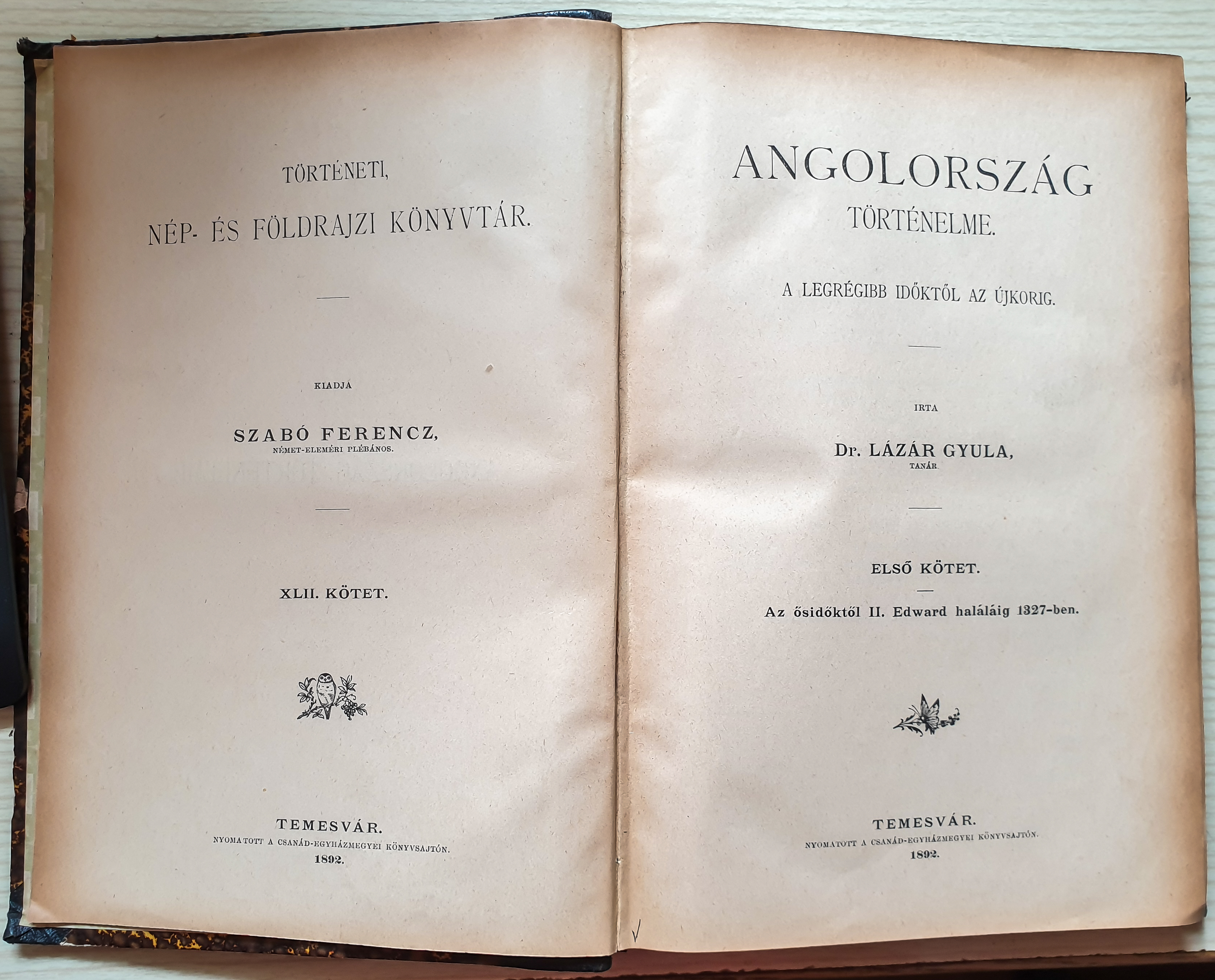
Az első kötet címlapja
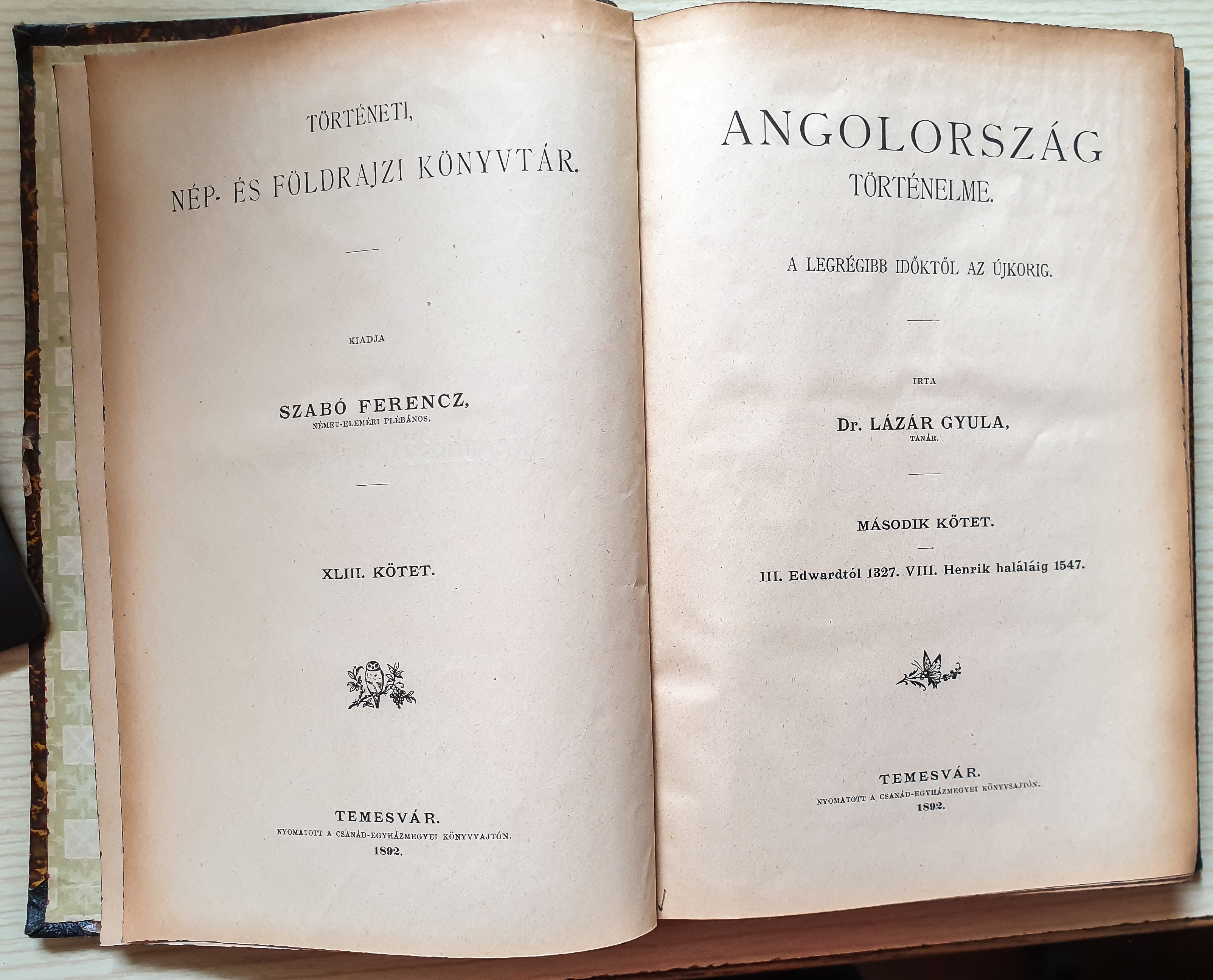
A második kötet címlapja
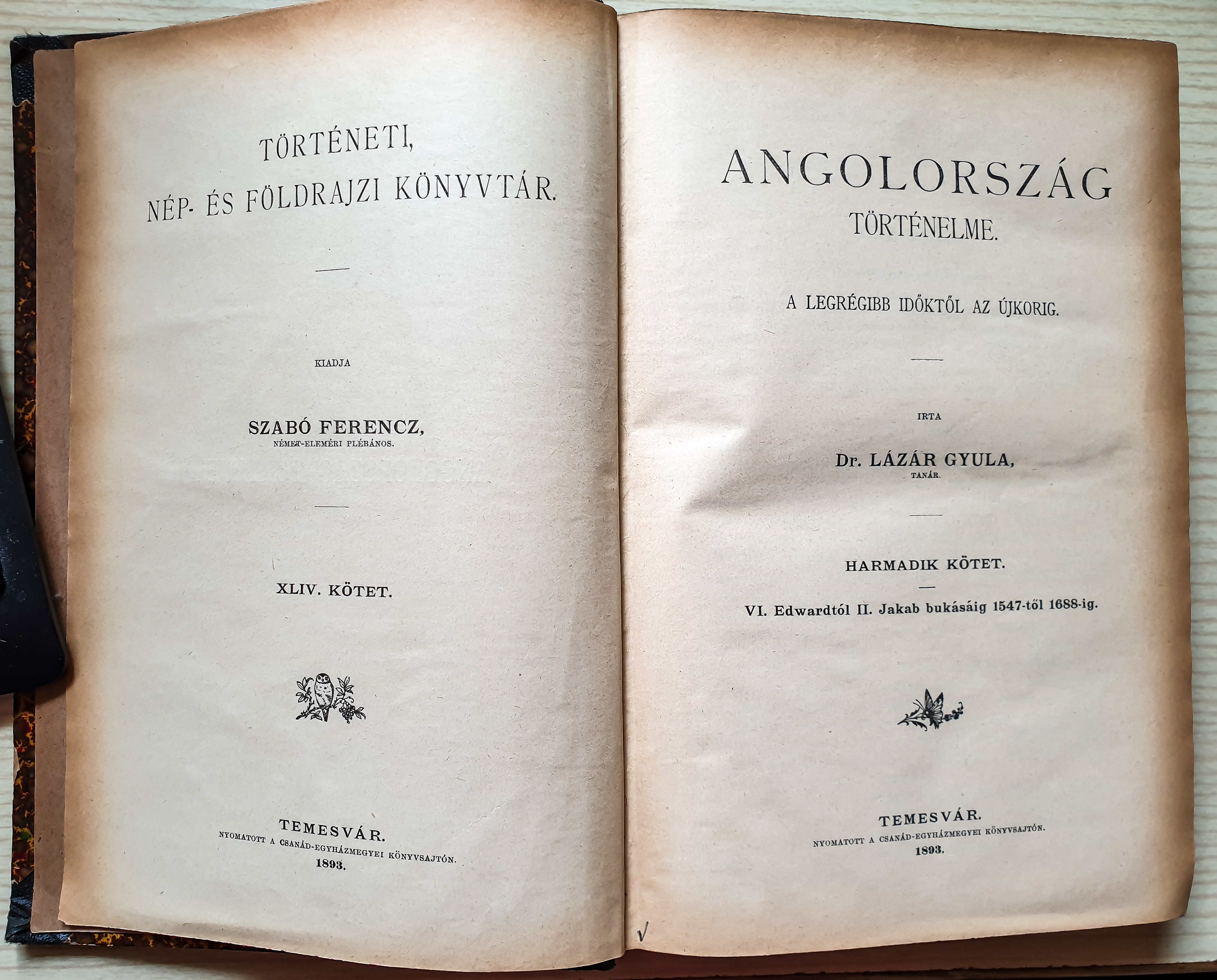
A harmadik kötet címlapja
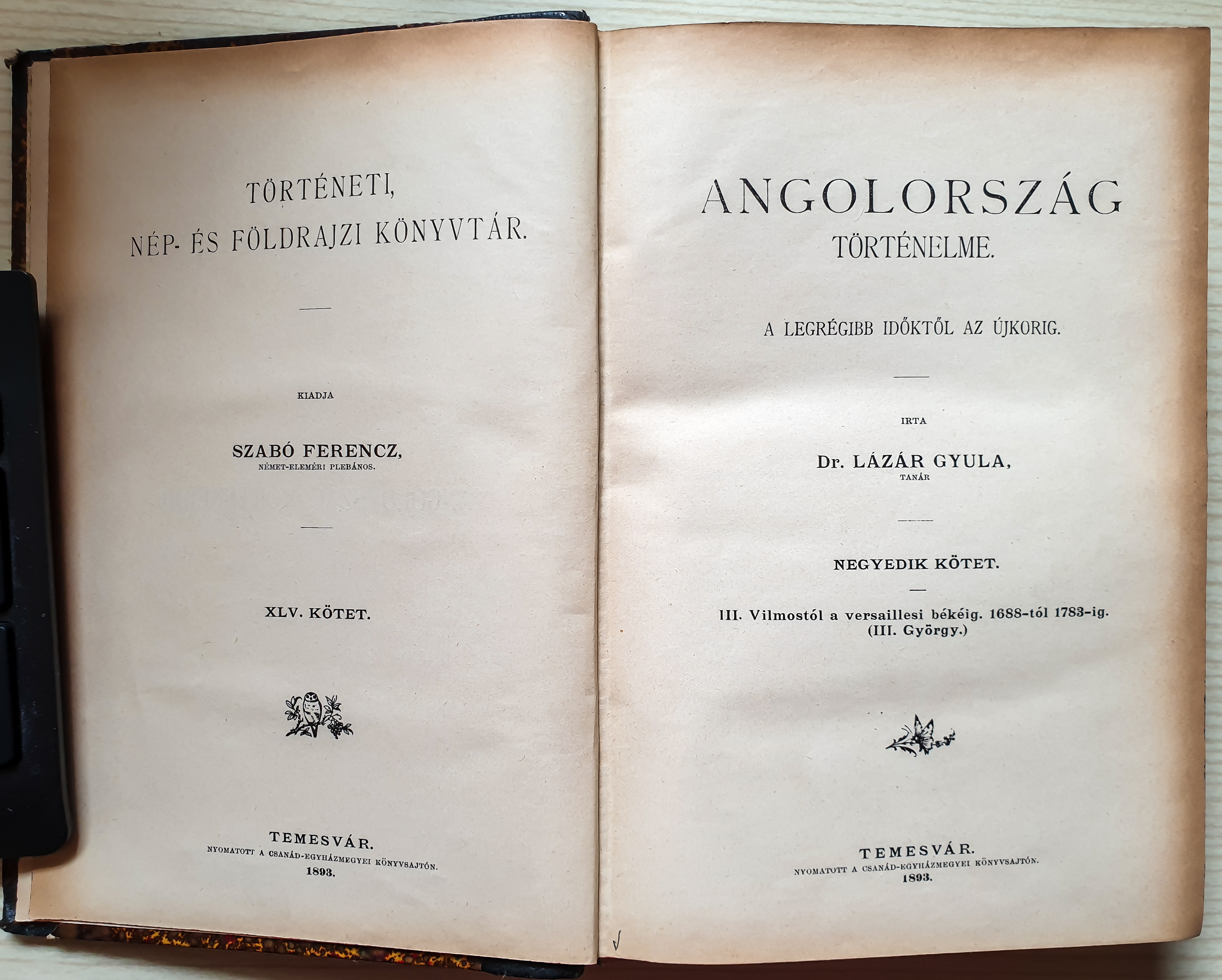
A negyedik kötet címlapja

## Forrás
- ↑ Századok: –A –R:  Dr. Lázár Gyula: Angolország történelme.  Századok,   (1983)   629–631. o.   (fizetős hozzáférés)